# Antonio Rodríguez Martínez
Antonio Rodríguez Martínez (Alicante, 17 december 1979), beter bekend als Toño, is een Spaans voormalig voetballer die speelde als doelman.
Hij bracht het grootste deel van zijn carrière door bij Racing Santander, waar hij 183 wedstrijden speelde gedurende de loop van zeven seizoenen. In de Primera División vertegenwoordigde hij ook Granada, Elche en Rayo Vallecano.

## Clubcarrière
Toño werd geboren in Alicante. Via Betis Florida kwam hij bij Hércules terecht. Hij maakte zijn debuut in het betaald voetbal in het seizoen 1999/00, nadat hij het voorgaande seizoen voor het schaduwelftal uitkwam. Hij kwam uiteindelijk tot 67 wedstrijden voor de club alvorens hij in de voorbereiding van het seizoen 2003/04 bij Recreativo Huelva tekende. In zijn eerste seizoen wist hij de Trofeo Zamora te bemachtigen, een beker die wordt uitgereikt aan de doelman met de minste tegendoelpunten in de Primera División en de Segunda División A. Toño kreeg in 28 wedstrijden 19 tegendoelpunten, wat op een coëfficiënt van 0,68 uitkomt. 

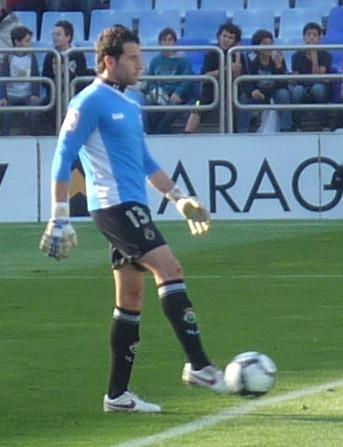
Toño in actie voor Racing Santander in 2009.

In januari 2005 verkaste hij naar Racing Santander, uitkomend in de Primera División. Toño maakte zijn debuut in de hoogste Spaanse voetbalcompetitie op 22 mei 2005 tegen Málaga. Trainer Nando Yosu gaf hem de voorkeur boven Mauricio Nanni, en met succes, want Toño wist zijn doel schoon te houden. In januari 2006 keerde hij op huurbasis terug bij Recreativo Huelva, de club die hij precies een jaar eerder nog verlaten had. Tijdens beide periodes bij El Decano had hij een interessante strijd om de plaats onder de lat met José Antonio Luque.
In de jaren die volgden was Toño de onbetwiste eerste keus bij Racing Santander. In het seizoen 2007/08 wist hij bijna opnieuw de Trofeo Zamora te winnen, maar hij werd uiteindelijk afgetroefd door Iker Casillas. Tevens wist Racing Santander zich voor het eerst in haar clubhistorie te verzekeren van deelname aan de UEFA Europa League. 
In het seizoen 2009/10 was Toño nog steeds eerste keus, maar een beenblessure, opgelopen op 28 februari 2010 in de met 0−2 verloren thuiswedstrijd tegen UD Almería, gooide roet in het eten. Hij was meer dan twee maanden uit de roulatie. Hij was op tijd fit om de laatste twee speelrondes van het seizoen nog in actie te komen. In de laatste speelronde van het seizoen werd met 2−0 gewonnen van Sporting Gijón waarmee degradatie ternauwernood werd ontlopen.
In de zomer van 2012 verliet Toño Racing Santander en tekende hij bij Granada. Na één seizoen, waarin hij zich met het team wist te handhaven, tekende hij een contract bij Elche. Op 22 augustus 2014 werd na overleg tussen speler en club zijn contract ontbonden. Op 1 september 2014 tekende hij een contract tot medio 2017 bij Rayo Vallecano.
In november 2015 scheurde hij zijn kruisbanden tijdens een wedstrijd tegen zijn ex-ploeg Granada. Zijn herstelperiode werd geschat op 6 maanden en Juan Carlos Martín Corral werd eerste doelman van Rayo Vallecano tot het einde van het seizoen. Rayo Vallecano degradeerde aan het einde van het seizoen naar de Segunda División A. Toño maakte op de tweede speelronde van het seizoen zijn rentree onder de lat, maar liep twee maanden later een knieblessure op, welke hem wederom voor de rest van het seizoen aan de kant hield. In augustus 2017 vertrok de doelman bij Rayo Vallecano. In maart 2018 maakte Toño bekend zijn spelersloopbaan te beëindigen vanwege aanhoudend blessureleed.

## Statistieken
| Volledig overzicht             | Volledig overzicht       | Volledig overzicht | Volledig overzicht | Volledig overzicht | Volledig overzicht | Volledig overzicht | Volledig overzicht | Volledig overzicht | Volledig overzicht    | Volledig overzicht    | Volledig overzicht | Volledig overzicht | Volledig overzicht |
| Seizoen                        | Club                     | Competitie         | Competitie         | Competitie         | Beker              | Beker              | Internationaal     | Internationaal     | Overig (nacompetitie) | Overig (nacompetitie) | Totaal             | Totaal             |                    |
| Seizoen                        | Club                     | Competitie         | Wed.               | Dlp.               | Wed.               | Dlp.               | Wed.               | Dlp.               | Wed.                  | Dlp.                  | Wed.               | Dlp.               |                    |
| ------------------------------ | ------------------------ | ------------------ | ------------------ | ------------------ | ------------------ | ------------------ | ------------------ | ------------------ | --------------------- | --------------------- | ------------------ | ------------------ | ------------------ |
| 1999/00                        | Hércules                 | Segunda División B | 0                  | 0                  | 2                  | 0                  | −                  | −                  | 2                     | 0                     | 4                  | 0                  |                    |
| 2000/01                        | Hércules                 | Segunda División B | 12                 | 0                  | 1                  | 0                  | −                  | −                  | 0                     | 0                     | 13                 | 0                  |                    |
| 2001/02                        | Hércules                 | Segunda División B | 18                 | 0                  | 0                  | 0                  | −                  | −                  | 5                     | 0                     | 23                 | 0                  |                    |
| 2002/03                        | Hércules                 | Segunda División B | 27                 | 0                  | 1                  | 0                  | −                  | −                  | 0                     | 0                     | 28                 | 0                  |                    |
| Club totaal                    | Club totaal              | Club totaal        | 57                 | 0                  | 3                  | 0                  | −                  | −                  | 7                     | 0                     | 67                 | 0                  |                    |
| 2003/04                        | Recreativo Huelva        | Segunda División A | 28                 | 0                  | 1                  | 0                  | −                  | −                  | −                     | −                     | 29                 | 0                  |                    |
| 2004/05                        | Recreativo Huelva        | Segunda División A | 21                 | 0                  | 2                  | 0                  | −                  | −                  | −                     | −                     | 23                 | 0                  |                    |
| Club totaal                    | Club totaal              | Club totaal        | 49                 | 0                  | 3                  | 0                  | -                  | -                  | −                     | −                     | 52                 | 0                  |                    |
| 2004/05                        | Racing Santander         | Primera División   | 1                  | 0                  | 0                  | 0                  | −                  | −                  | −                     | −                     | 1                  | 0                  |                    |
| 2005/06                        | Racing Santander         | Primera División   | 0                  | 0                  | 1                  | 0                  | −                  | −                  | −                     | −                     | 1                  | 0                  |                    |
| Club totaal                    | Club totaal              | Club totaal        | 1                  | 0                  | 1                  | 0                  | −                  | −                  | −                     | −                     | 2                  | 0                  |                    |
| 2005/06                        | Recreativo Huelva (huur) | Segunda División A | 19                 | 0                  | 0                  | 0                  | −                  | −                  | −                     | −                     | 19                 | 0                  |                    |
| Club totaal                    | Club totaal              | Club totaal        | 68                 | 0                  | 3                  | 0                  | −                  | −                  | −                     | −                     | 71                 | 0                  |                    |
| 2006/07                        | Racing Santander         | Primera División   | 32                 | 0                  | 0                  | 0                  | 0                  | 0                  | −                     | −                     | 32                 | 0                  |                    |
| 2007/08                        | Racing Santander         | Primera División   | 32                 | 0                  | 1                  | 0                  | 0                  | 0                  | −                     | −                     | 33                 | 0                  |                    |
| 2008/09                        | Racing Santander         | Primera División   | 34                 | 0                  | 1                  | 0                  | 3                  | 0                  | −                     | −                     | 38                 | 0                  |                    |
| 2009/10                        | Racing Santander         | Primera División   | 16                 | 0                  | 0                  | 0                  | 0                  | 0                  | −                     | −                     | 16                 | 0                  |                    |
| 2010/11                        | Racing Santander         | Primera División   | 37                 | 0                  | 0                  | 0                  | 0                  | 0                  | −                     | −                     | 37                 | 0                  |                    |
| 2011/12                        | Racing Santander         | Primera División   | 25                 | 0                  | 0                  | 0                  | 0                  | 0                  | −                     | −                     | 25                 | 0                  |                    |
| Club totaal                    | Club totaal              | Club totaal        | 177                | 0                  | 3                  | 0                  | 3                  | 0                  | −                     | −                     | 183                | 0                  |                    |
| 2012/13                        | Granada                  | Primera División   | 24                 | 0                  | 0                  | 0                  | −                  | −                  | −                     | −                     | 24                 | 0                  |                    |
| Club totaal                    | Club totaal              | Club totaal        | 24                 | 0                  | 0                  | 0                  | −                  | −                  | −                     | −                     | 24                 | 0                  |                    |
| 2013/14                        | Elche                    | Primera División   | 9                  | 0                  | 2                  | 0                  | −                  | −                  | −                     | −                     | 11                 | 0                  |                    |
| Club totaal                    | Club totaal              | Club totaal        | 9                  | 0                  | 2                  | 0                  | −                  | −                  | −                     | −                     | 11                 | 0                  |                    |
| 2014/15                        | Rayo Vallecano           | Primera División   | 21                 | 0                  | 0                  | 0                  | −                  | −                  | −                     | −                     | 21                 | 0                  |                    |
| 2015/16                        | Rayo Vallecano           | Primera División   | 10                 | 0                  | 0                  | 0                  | −                  | −                  | −                     | −                     | 10                 | 0                  |                    |
| 2016/17                        | Rayo Vallecano           | Segunda División A | 8                  | 0                  | 0                  | 0                  | −                  | −                  | −                     | −                     | 8                  | 0                  |                    |
| Club totaal                    | Club totaal              | Club totaal        | 39                 | 0                  | 0                  | 0                  | −                  | −                  | −                     | −                     | 39                 | 0                  |                    |
| Carrière totaal                | Carrière totaal          | Carrière totaal    | 374                | 0                  | 12                 | 0                  | 3                  | 0                  | 7                     | 0                     | 396                | 0                  |                    |
| Bijgewerkt tot 21 oktober 2018 |                          |                    |                    |                    |                    |                    |                    |                    |                       |                       |                    |                    |                    |

## Palmares

### Club
| Segunda División A | 1x | 2005/06 |

### Individueel
| Trofeo Zamora | 1x | 2003/04 |